# تربووشانی
تربووشانی (به لاتین: Trboušany) یک منطقهٔ مسکونی در جمهوری چک است که در شهرستان برنو-ونکوو واقع شده‌است. تربووشانی ۵٫۵۳ کیلومتر مربع مساحت و ۳۳۷ نفر جمعیت دارد و ۱۸۷ متر بالاتر از سطح دریا واقع شده‌است.